# Paradorydium narrabrensis
Paradorydium narrabrensis är en insektsart som beskrevs av Evans 1977. Paradorydium narrabrensis ingår i släktet Paradorydium och familjen dvärgstritar. Inga underarter finns listade i Catalogue of Life.